# Cerro Castillo (berg i Chile, Región de Magallanes y de la Antártica Chilena)
Cerro Castillo är ett berg i Chile.   Det ligger i provinsen Provincia de Magallanes och regionen Región de Magallanes y de la Antártica Chilena, i den södra delen av landet, 2 100 km söder om huvudstaden Santiago de Chile. Toppen på Cerro Castillo är 1 133 meter över havet, eller 229 meter över den omgivande terrängen. Bredden vid basen är 3,4 km.
Terrängen runt Cerro Castillo är kuperad österut, men västerut är den bergig. Havet är nära Cerro Castillo österut. Trakten är glest befolkad. Det finns inga samhällen i närheten. 